# André Stocki
André Stocki (* 31. März 1962 in Radevormwald) ist ein ehemaliger deutscher Fußballspieler. Der Torhüter war nach seinem Karriereende als Trainer im Amateurbereich tätig.

## Sportlicher Werdegang
Stocki begann im Erwachsenenbereich bei der SpVgg Radevormwald im unterklassigen Amateurbereich, ehe er 1982 zum BV 08 Lüttringhausen in die 2. Bundesliga wechselte. Hier war er zunächst Ersatzmann von Helmut Träries. In der Spielzeit 1982/83 kam er als Vertreter zu einem Zweitligaspiel, sein Debüt feierte er beim 2:0-Erfolg durch Treffer von Peter Langer und Kurt Balewski über den MSV Duisburg am 21. August 1982. In der folgenden Spielzeit stand Stocki ab dem sechsten Spieltag regelmäßig zwischen den Pfosten, nach einer Serie von Spielen mit teilweise hoher Gegentorzahl – darunter eine 0:7-Niederlage beim SSV Ulm 1846 – kehrte Träries ab dem 27. Spieltag beim seinerzeitigen Schlusslicht wieder zwischen die Pfosten zurück. Letztlich verpasste die Mannschaft jedoch den Klassenerhalt und stieg in die Oberliga Nordrhein ab. Hier verpasste sie als Dritter den direkten Wiederaufstieg, als Vizemeister in der Spielzeit 1985/86 gelang zumindest die Qualifikation für die Amateurmeisterschaft 1986. An der Seite von Karl Rohr, Dirk Schröter, Yahiro Kazama, Zdenko Kosanović und Frank Kremer zog Stocki ins Endspiel gegen den VfR Bürstadt ein, Andreas Köhler per Doppelpack schoss die Mannschaft zum 2:1-Erfolg und Titelgewinn. 
Nach dem Gewinn der Meisterschaft in der Spielzeit 1986/87 setzte sich Stocki mit den Remscheidern in der Aufstiegsrunde zur 2. Bundesliga durch. Hier kämpfte der Neuling gegen den Abstieg, auf dem drittletzten Platz des Endklassements der Zweitliga-Spielzeit 1987/88 liegend fehlten vier Punkte zum Klassenerhalt. In der Oberliga verpasste die Mannschaft als Vizemeister den Wiederaufstieg, in der Amateurmeisterschaft 1988 scheiterte sie zudem im Halbfinale an der SpVgg Bad Homburg. Nachdem zwischenzeitlich mit dem VfB 06/08 Remscheid der Ortsrivale ebenfalls in der Oberliga antrat, kam es zu Fusionsgesprächen zwischen den beiden Vereinen, um die Förderung der Stadt zu kanalisieren. Zunächst scheiterten die Gespräche, ehe mit der Ausgliederung der Fußballabteilung aus dem VfB und deren Eingliederung in den BVL ein Kompromiss gefunden wurde. Der im Sommer 1990 neu gegründete Klub trat als FC Remscheid an und gewann die Meisterschaft der Oberliga-Spielzeit 1990/91. In der Zweitliga-Spielzeit 1991/92 kam Stocki in allen 22 Spielen der regulären Saison sowie in neun Spielen der Abstiegsrunde zum Einsatz. In der folgenden Spielzeit stand er in den ersten 44 Saisonspielen im Tor, nach vorzeitigem Feststehen des Abstiegs lief Ersatzmann Thomas Feldhoff in den abschließenden beiden Saisonspielen auf. In der Oberliga-Spielzeit 1993/94 verpasste Stocki mit dem Klub die Qualifikation für die neu eingeführte drittklassige Regionalliga. Dabei ließ er anfangs der Saison nochmals aufhorchen, als er bei der 2:3-Niederlage in der ersten Runde des DFB-Pokals 1993/94 per Strafstoß den 2:2-Ausgleich erzielte. 1996 schaffte er mit dem FC Remscheid den Regionalligaaufstieg, bis zum Karriereende 1998 stand er noch für den Klub in der dritten Liga zwischen den Pfosten.
Am 22. Dezember 1990 gewann Stocki als Auswahlspieler für den Niederrhein den Länderpokal, als die von Bodo Menze betreute Mannschaft nach einem 1:1-Remis nach Verlängerung sich im Elfmeterschießen gegen Hessen durchsetzte. Sein Remscheider Mannschaftskamerad Carsten Pröpper hatte zunächst die Führung erzielt, Michael Drube vom KSV Hessen Kassel mittels Strafstoß ausgeglichen.
1998 übernahm Stocki das Traineramt beim Langenfelder Ortsteilverein SSV Berghausen, den er bis Sommer 2007 betreute. Im Januar 2008 übernahm er den Trainerposten beim Bezirksligisten 1. FC Monheim, der sich Ende September 2009 von ihm trennte.